# Nokia 3200
El Nokia 3200 es un teléfono móvil, parte de la sección "Joven" de Nokia. Está basado en la plataforma del Nokia Series 40. El teléfono incluye una cámara CIF integrada, navegador XHTML, alarma, linterna y radio FM estéreo con una pantalla de 128x128 y de 12-bit, o 4096 colores. 
El teléfono tiene características multimedia y mensajería de texto. También es compatibles con juegos JAVA™. El teléfono incluye un amplio calendario, el cual incluye un calendario lunar. La linterna está bajó el teléfono y es activada por la tecla * (asterisco). La cámara se encuentra en la parte trasera del teléfono. El 3200 puede, además, tocar sonidos Polifónicos y monofónicos.2003.

## Versiones
- Nokia 3200 para América del Norte - Opera con GSM en las bandas 850/1800/1900 con GPRS y con tecnología EDGE.
- Nokia 3200 Para Europa / Asia - Opera con GSM en las bandas 900/1800/1900 con GPRS y con tecnología EDGE.
- Nokia 3205 - Opera en las bandas CDMA 800/1900, y la banda AMPS 800 y con la tecnología CDMA2000 1xRTT.

- Datos: Q2016069
- Multimedia: Nokia 3200 / Q2016069